# 移剌蒲阿
移剌 蒲阿（いらつ ほあ、? - 1232年）は、金末の軍人。契丹人。

## 経歴
第二次対金戦争でモンゴル軍を相手に活躍した。1230年にドゴルク・チェルビ率いるモンゴル軍が陝西方面に進出すると、紇石烈牙吾塔らとともに大昌原の戦いでモンゴル軍を撃退する功績を挙げている。
三峰山の戦いで敗れ、開封に向けて脱出しようとしたが捕虜となり、その後、降伏するように説得されたが、金の大臣として金の国内で死ぬべきであるとしてこれを拒み、1232年7月に処刑された。